# Distrikt Jililí
Der Distrikt Jililí liegt in der Provinz Ayabaca in der Region Piura in Nordwest-Peru. Der Distrikt wurde am 8. September 1964 gegründet. Er hat eine Fläche von 97,2 km². Beim Zensus 2017 lebten 2686 Einwohner im Distrikt. Im Jahr 1993 betrug die Einwohnerzahl 3237, im Jahr 2007 2956. Verwaltungssitz ist die 1301 m hoch gelegene Ortschaft Jililí mit 229 Einwohnern (Stand 2017). Jililí liegt 11 km nordwestlich der Provinzhauptstadt Ayabaca.

## Geographische Lage
Der Distrikt Jililí liegt in der peruanischen Westkordillere im Norden der Provinz Ayabaca. Der Río Calvas, linker Quellfluss des Río Macará, verläuft als Grenzfluss entlang der  ecuadorianischen Grenze im Norden des Distrikts in westliche Richtung.
Der Distrikt Jililí grenzt im Westen an den Distrikt Suyo, im Norden an Ecuador, im Osten an die Distrikte Ayabaca und Sícchez sowie im Süden an den Distrikt Montero.